# William Bilsland
William Bilsland (* 9. November 1945 in Glasgow) ist ein ehemaliger britischer Radsportler und Teilnehmer der Olympischen Sommerspiele.

## Sportliche Laufbahn
Schon mit 17 Jahren gewann William „Billy“ Bilsland die schottische Zeitfahrmeisterschaft. Seinen ersten internationalen Erfolg hatte Bilsland 1965, als er bei der Slowakei-Rundfahrt zwei Etappen gewann, das Trikot des Spitzenreiters trug und nur durch einen Sturz den Sieg verpasste. Schlussendlich belegte er Platz 5 im Endklassement. 1966 startete er bei den Commonwealth-Games und wurde 9. im Straßenrennen. In der heimischen Schottland-Rundfahrt wurde er Dritter. Er startete in jenem Jahr auch bei der Internationalen Friedensfahrt (wobei er seine Anreise privat finanzieren musste, weil der Verband nicht genug Geld hatte), die er auf Platz 35 abschloss. Ein Jahr später konnte er bei diesem Rennen eine Etappe gewinnen. 1968 holte er elf Siege, darunter auch eine Etappe im britischen Milk-Race. Er trat bei den Olympischen Sommerspielen in Mexiko-Stadt im Straßenrennen an, schied aber im Verlauf des Rennens aus. 1969 ging er nach Frankreich und wurde Mitglied im Verein CSM Puteaux. Es gelang ihm, durch eine Vielzahl guter Platzierungen Dritter in der Jahreswertung der französischen Amateure zu werden.
Nachdem er 1969 u. a. eine Etappe der Tour de l’Avenir gewonnen hatte, löste er 1970 eine Lizenz als Berufsfahrer im französischen Team Peugeot-BP-Michelin, wo er u. a. an der Seite von Roger Pingeon und Bernard Thévenet fuhr. Er blieb drei Jahre bei Peugeot und wechselte dann in das britische Team Ti-Raleigh, das damals überwiegend aus britischen Fahrern bestand. Als Berufsfahrer hat er einige kleinere Rennen gewonnen und platzierte sich mehrfach bei den britischen Meisterschaften. 1971 wurde er 14. Bei der UCI-Straßen-Weltmeisterschaft in der Schweiz.
1975 beendete er seine Laufbahn.

## Berufliches
Bilsland absolvierte eine Ausbildung zum Möbeltischler.  Nach seiner Karriere betrieb er ein Fahrradgeschäft in Glasgow.

## Trivia
Mit seinem Hobby als Taubenzüchter fand er internationale Anerkennung.